# Tom Davies
Thomas Davies (30 de juny de 1998) és un futbolista professional anglès que juga de centrecampista per l'Everton FC de la Premier League.